# Francesco Boffo
Francesco Boffo (ur. w 1780 we Włoszech, zm. w 1867 w Odessie) – architekt pochodzący z Sardynii działający na Ukrainie i w Rosji. Głównym miejscem jego działalności była Odessa, w której mieszkał od 1820 roku. W tym czasie według jego projektów zrealizowano w mieście ponad 50 publicznych i prywatnych obiektów. Zmarł w Odessie w i został pochowany na nieistniejącym od 1930 roku cmentarzu katolickim.
Zaprojektował m.in.
- Schody Potiomkinowskie w Odessie
- pałac Morski w Odessie, zaprojektowany w 1830 roku dla Romana Szydłowskiego
- pałac Woroncowów w Odessie
- schody w Taganrogu (Rosja) w 1823 roku
- pałac w Czarnominie (obw. winnicki) z 1810 roku